# Satz von Poincaré-Bohl
Der Satz von Poincaré-Bohl, englisch Poincaré-Bohl theorem, ist ein Lehrsatz aus dem mathematischen Teilgebiet der Topologie, welcher den beiden Mathematikern Henri Poincaré und Piers Bohl zugerechnet wird. Der Satz stellt eine grundlegende Eigenschaft des brouwerschen Abbildungsgrades für stetige Vektorfelder im reellen Koordinatenraum dar. Diese Eigenschaft wird auch als lineare Homotopie bezeichnet und ergibt sich direkt aus der Homotopieinvarianz des Abbildungsgrades.

## Formulierung des Satzes
Gemäß der Darstellung bei Alexandroff-Hopf sowie Ortega-Rheinboldt lässt sich der Satz angeben wie folgt:
Gegeben seien eine offene und beschränkte Menge {\displaystyle \Omega \subset \mathbb {R} ^{n}\;(n\in \mathbb {N} )} und dazu zwei stetige Abbildungen
{\displaystyle F,G\colon {\overline {\Omega }}\to \mathbb {R} ^{n}}  .
Hierzu sei
{\displaystyle \gamma =\partial {\Omega }}
die zugehörige Menge der Randpunkte sowie 
{\displaystyle U:=\bigcup _{x\in \gamma }[F(x)\;,\;G(x)]}
 die Menge aller Punkte, welche auf den Verbindungsstrecken zwischen den {\displaystyle F}- und {\displaystyle G}-Bildpunkten der jeweiligen Randpunkte liegen.
 Dann gilt: 
 Für jeden außerhalb liegenden Punkt, also für jeden Punkt {\displaystyle y\in \mathbb {R} ^{n}\setminus U}, stimmen die brouwerschen Abbildungsgrade von {\displaystyle F} und {\displaystyle G} überein:
{\displaystyle d(F,\Omega ,y)=d(G,\Omega ,y)}  .